# Lazarus Fletcher
Lazarus Fletcher (Salford, 3 de março de 1854 — Grange-over-Sands, 6 de janeiro de 1921) foi um geólogo e mineralogista britânico.
Fletcher foi o responsável pelo setor de mineralogia do Museu de História Natural de Londres, de 1880 até 1909, e diretor de 1909 até 1919.
Foi eleito como membro da Fellow of the Royal Society em 1889. Foi laureado com a medalha Wollaston de 1912 da Sociedade Geológica de Londres.